# トラン・クアング・トラン
トラン・クアング・トラン (ベトナム語: Trần Quang Trân / 陳光珍、1900年-1969年）はベトナムの絵画家、漆器芸術家、挿絵画家である。
インドシナ（現ベトナム）の芸術学部から最初の卒業した芸術家の中に一人の者であり、よりて現代のベトナムの伝統絵画の創立画家である。

## 略歴
漆器の芸術に最初の興味にする人たちの中に一人者であり、この芸術に更新し、彼の重要な役を持ったのに、少ない作品を取り残した。有名された漆器作品は、現在にもいなくなった。一番有名な絵画は「輝いている水域の池」と呼ばれて、恐らくインドシナに第一の粉末漆器作品を作られる。 ベトナム漆器師のグエン・ジア・トリはその作品に発奮した。  インドシナ芸術学部の収集の作品であった。インドシナ戦争のときに失われた。
ハノイ地域出身で、トラン・クアング・トランは商業学校に勉強し、ハイ・フォングで石油産業の会社に、そしとダプ・カウで電灯の工場にも働いた。1927から1932まで、芸術学部に勉強した。

## 注/参考文献
1. ↑  “Bức tranh Phù Vân của Trần Quang Trân” (vietnamese). 2017年11月14日閲覧。
2. ↑  “Complete transcendence” (English). ThanhNien News (2013年8月16日). 2017年11月14日閲覧。
3. ↑  Ménonville; Corinne de (2003) (French). La peinture vietnamienne: une aventure entre tradition et modernité. Paris: Arhis. pp. 46. ISBN 2906755206
4. ↑   (French) Trois écoles d'art de l'Indochine : Hanoï, Phnom-Penh, Bien-Hos / Exposition coloniale internationale, Paris 1931, Indochine française, Section des services d'intérêt social, Direction générale de l'instruction publique. Hanoi: Impr. d'Extrême-Orient. (1931). p. [31]: illustration IX 2017年11月14日閲覧。